# Brug 1855
Brug 1855 is een bouwkundig kunstwerk in Amsterdam Nieuw-West.
De brug stamt uit de periode 1994/1995 toen een voormalig agrarisch gebied werd herontwikkeld tot een woonwijk. Om de ontwatering te gelegen werd gedempt en gegraven, het resultaat was dat de wijk een watergang kreeg die ongeveer driekwart van de wijk omsluit; alleen de noordzijde van de wijk kreeg een “harde grens” in de vorm van de Laan van Vlaanderen. Een van de onderdelen van de waterscheiding in het zuiden werd de Peilscheidingskade, een lange dijk met voet- en fietspad, die daadwerkelijk een waterscheiding vormt. Voor toegang tot de wijk werd voor voet- en fietspaden een soort standaardbrug ontworpen. Het is een tuibrug, waarbij de pylonen zijn ingepast in een poort staande in een van de oevers. Vanuit de poort gaan twee stangen richting het andere eind van het brugdek. De brug is naar Amsterdams model uitgevoerd in de kleuren blauw en wit, maar het merendeel is blauw. De poort is uitgevoerd met azuurblauwe tegels. De brug kent blauwe balustrades met zeshoekige uitsparingen. Om doorvallen te voorkomen worden die gaten beschermd door middel van staalkabel. Het enige witte onderdeel zijn de leuningen die als een soort geleiding richting brug werken. Brug 1855 ligt in een groenstrook met het Maarkedalpad en de Peilscheidingskade.  
Deze vorm van brug komt in de gehele wijk voort. Een nadeel van de bruggen was dat de tegels wel eens loslieten. De brug komt uit circa 1994 en is ontworpen door Moshé Zwarts van ZJA (Zwarts & Jansma). Ze omschreven de bruggen als “stalen hijskranen die op poten in het water staan”. Zij gaven aan dat het ontwerp van de brug gebaseerd is op de indeling van de terreinen. De zware betonnen poort staat in het stedelijk gebied, het andere uiteinde is geheel open gelaten erop wijzend dat hier landelijk (plat) gebied ligt.

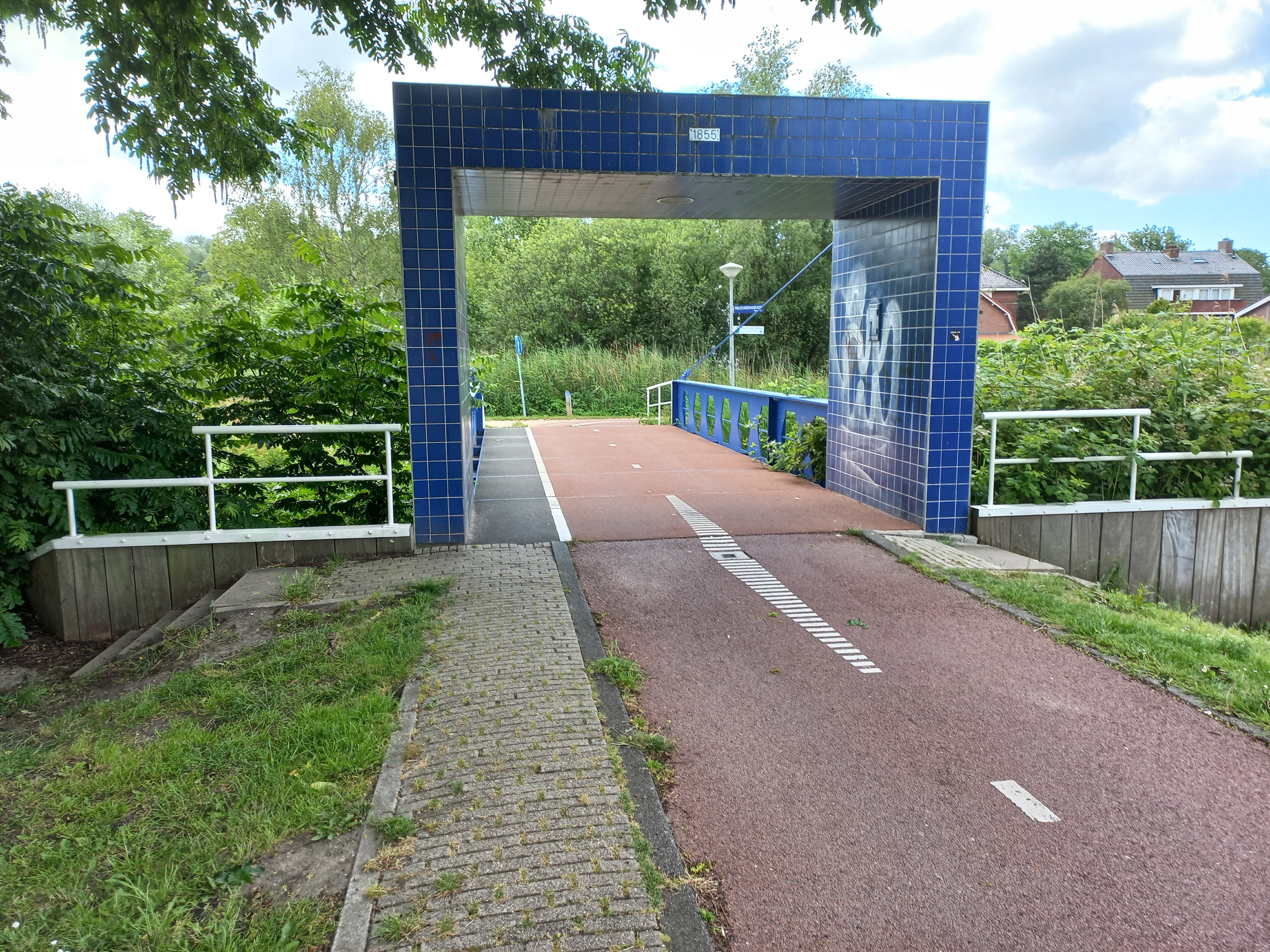
Brug 1855 richting Peilscheidingskade, op de achtergrond bebouwing Sloterweg (juni 2022)

<<< · 1800 · 1801 · 1802 · 1803 · 1804 · 1805 · 1806 · 1807 · 1808 · 1809 ·  1810 · 1811 · 1812 · 1813 · 1814 · 1815 · 1816 · 1818 · 1819 · 1820 · 1821 · 1822 · 1823 · 1824 · 1826 · 1827 · 1828 · 1829 · 1830 · 1831 · 1832 · 1833 · 1834 · 1835 · 1836 · 1837 · 1838 · 1839 · 1840 · 1841 · 1842 · 1843 · 1844 · 1845 · 1846 · 1847 · 1848 · 1849 · 1850 · 1851 · 1852 · 1853 · 1854 · 1855 · 1856 · 1857 · 1858 · 1859 · 1860 · 1861 · 1862 · 1863 · 1864 · 1865 · 1866 · 1867 · 1868 · 1869 ·  1870 · 1871 · 1872 · 1873 · 1874 · 1875 · 1876 · 1877 · 1879 ·  1880 · 1881 · 1882 · 1883 · 1884 · 1885 · 1886 · 1888 · 1889 · 1890 · 1891 · 1892 · 1893 · 1894 · 1895 · 1896 · 1897 · 1898 · 1899 · >>>
Brugnummers 1817, Brug 1819, 1820, 1825, 1878, 1887  zijn niet (meer) vergeven.
1. ↑   Monique Koemans, Dagen van de architectuur: Wij wonen achter die bruggetjes. Het Parool (25 juni 1994). Geraadpleegd op 15 maart 2023 – via delpher.nl.